# Trăn Ấn Độ
Tên gọi Việt ngữ trăn mốc không còn phù hợp với loài này nữa khi phân loài P.m.bivittatus được công nhận rộng rãi thành loài Python bivittatus
Trăn Ấn Độ hay còn gọi là Trăn đất, trăn hoa (người Mường), tua lươm (người Tày),, trăn đuôi đen, trăn đá Ấn Độ (danh pháp hai phần: Python molurus) là một loài trăn sống chủ yếu ở Ấn Độ và một vài nơi ở nam và đông nam châu Á. Nó có màu sáng hơn trăn Miến Điện và thường đạt chiều dài 3 mét (9,8 ft).
Trăn đất sống ở các nương rẫy ven rừng, trảng cỏ, rừng thứ sinh nghèo kiệt, ít khi chúng sống trong rừng rậm. Chúng có tập tính ăn đuổi theo mồi và bắt mồi bằng động tác phóng đớp. Hoạt động chủ yếu của loài là vào ban đêm, vào ban ngày chúng nằm vắt trên cây vào mùa nóng hoặc thu mình trong hang đất, tổ mối vào mùa lạnh.
Trăn đất cái thường đẻ 15-25 trứng mỗi lứa, chúng quấn quanh tổ để canh trứng.
Trăn đất không cắn chết người lớn tuy nhiên nên lưu ý cảnh giác với trẻ nhỏ, chúng ăn các loài động vật có xương sống từ kích thước trung bình (lợn rừng, hoẵng, cheo cheo chuột) tới kích thước bé (rắn, chim, ếch nhái). Trăn đất có thể trở thành thiên địch bắt chuột góp phần bảo vệ sản xuất nông lâm nghiệp.

## Phân loại
Phân loại dưới loài của Trăn đất đang gặp nhiều tranh cãi. Trăn Miến Điện (còn gọi là trăn mốc) từng được xem là 1 phân loài của trăn Ấn Độ với tên khoa học là Python molurus bivittatus. Tuy nhiên từ năm 2009 thì trăn Miến Điện được xác nhận là 1 loài riêng biệt với tên khoa học là Python bivittatus. Tuy nhiên điều này vẫn chưa còn chờ các phân tích di truyền. Một số phân loài được định danh trong loài:
- Python molurus molurus (Trăn đá Ấn Độ)
- Python molurus pimbura (Trăn đá Sri Lanka)

Có nguồn tin cho rằng trăn đá Sri Lanka thì rơi vào tình trạng trở thành một đơn vị phân loại bán hợp lệ, đôi khi được coi là một phân loài thứ ba, đôi khi được xem như là cùng loài với trăn đá Ấn Độ.

## Hình ảnh

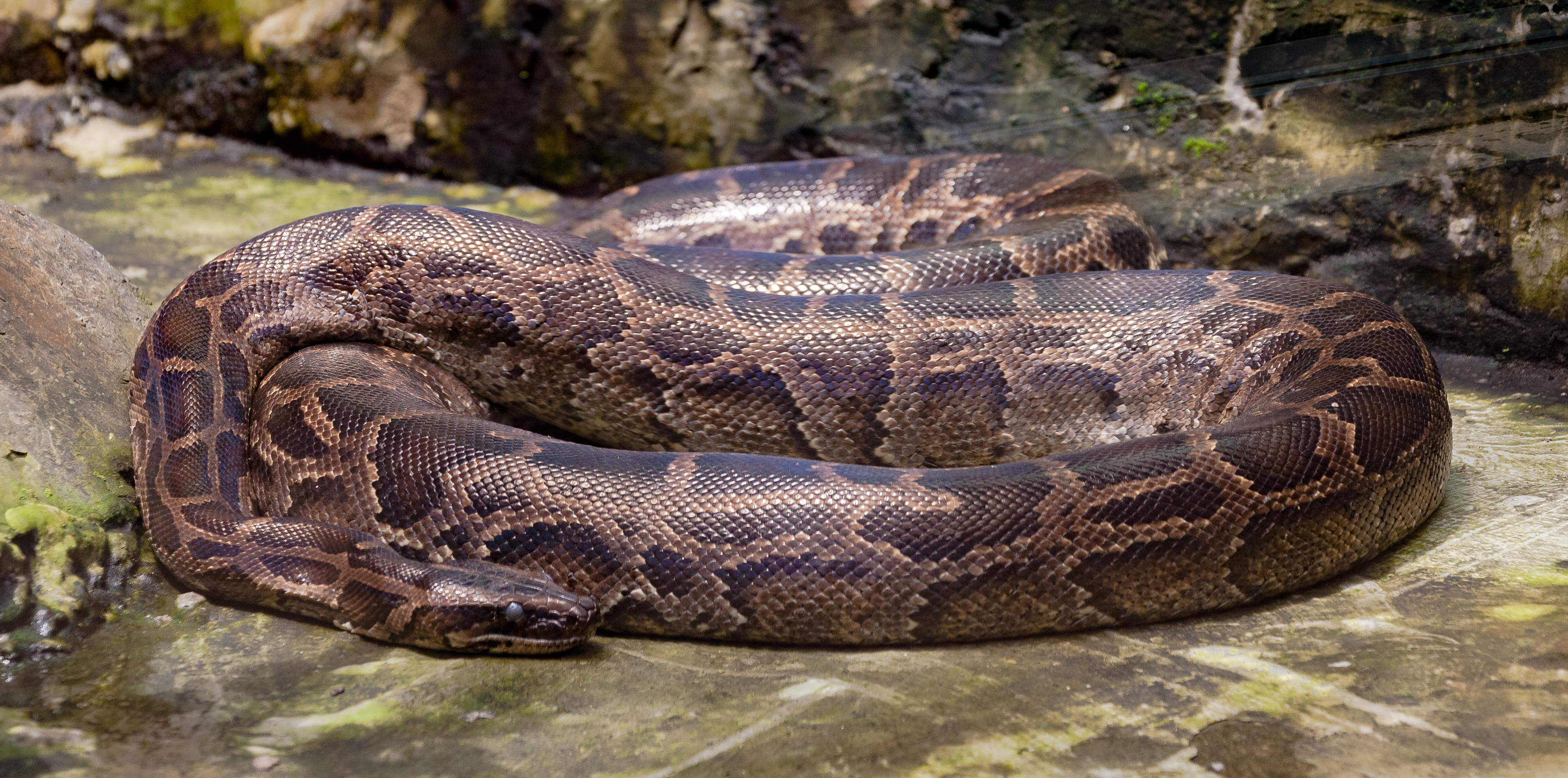
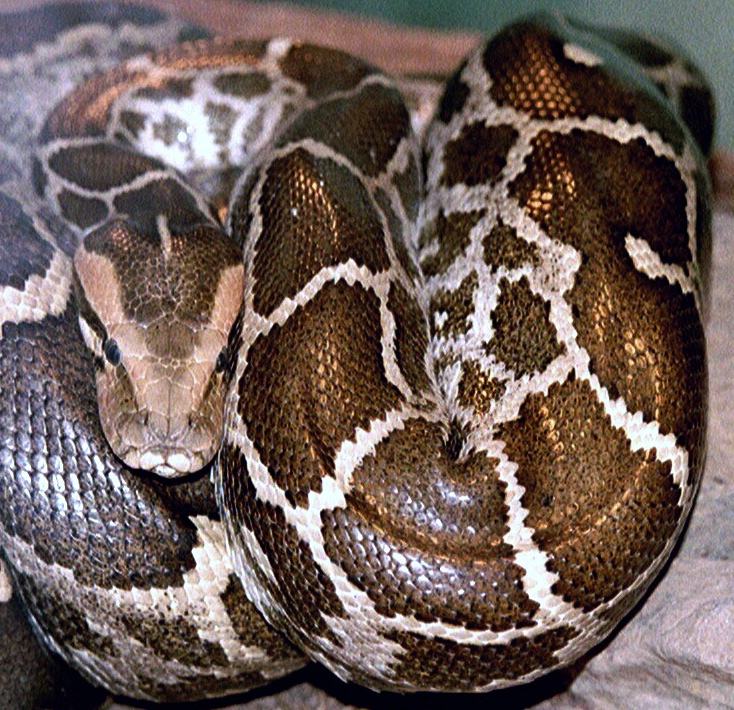
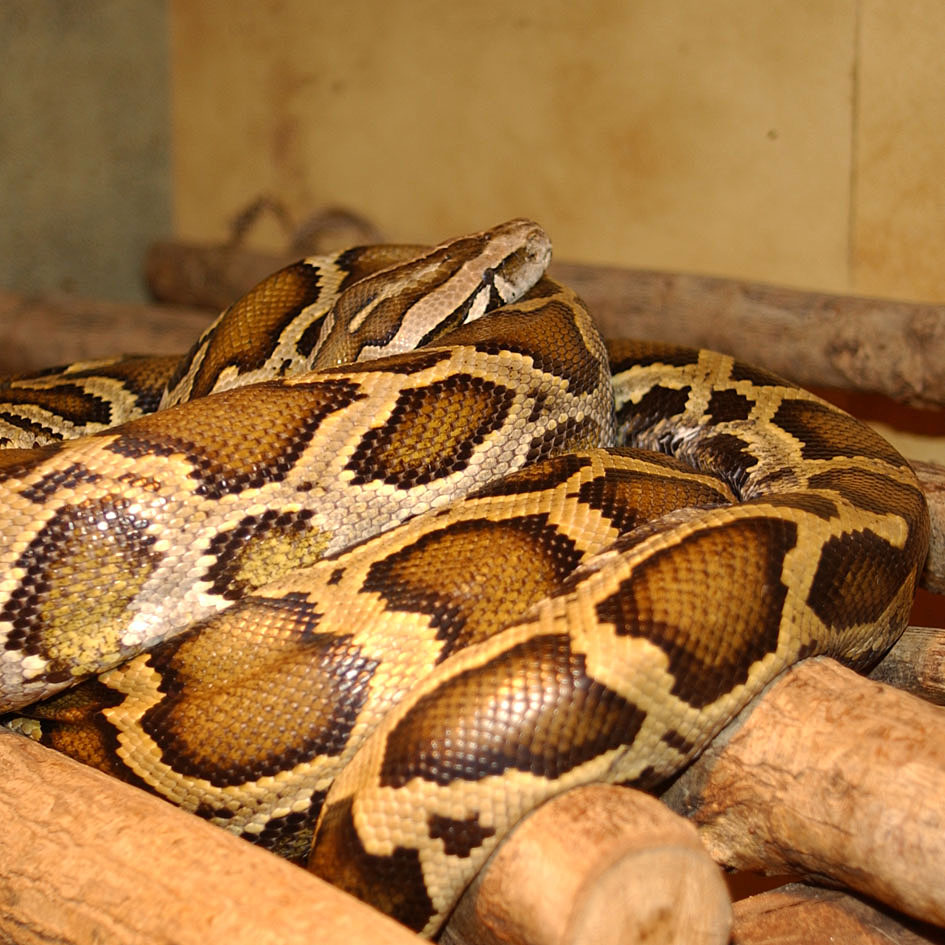
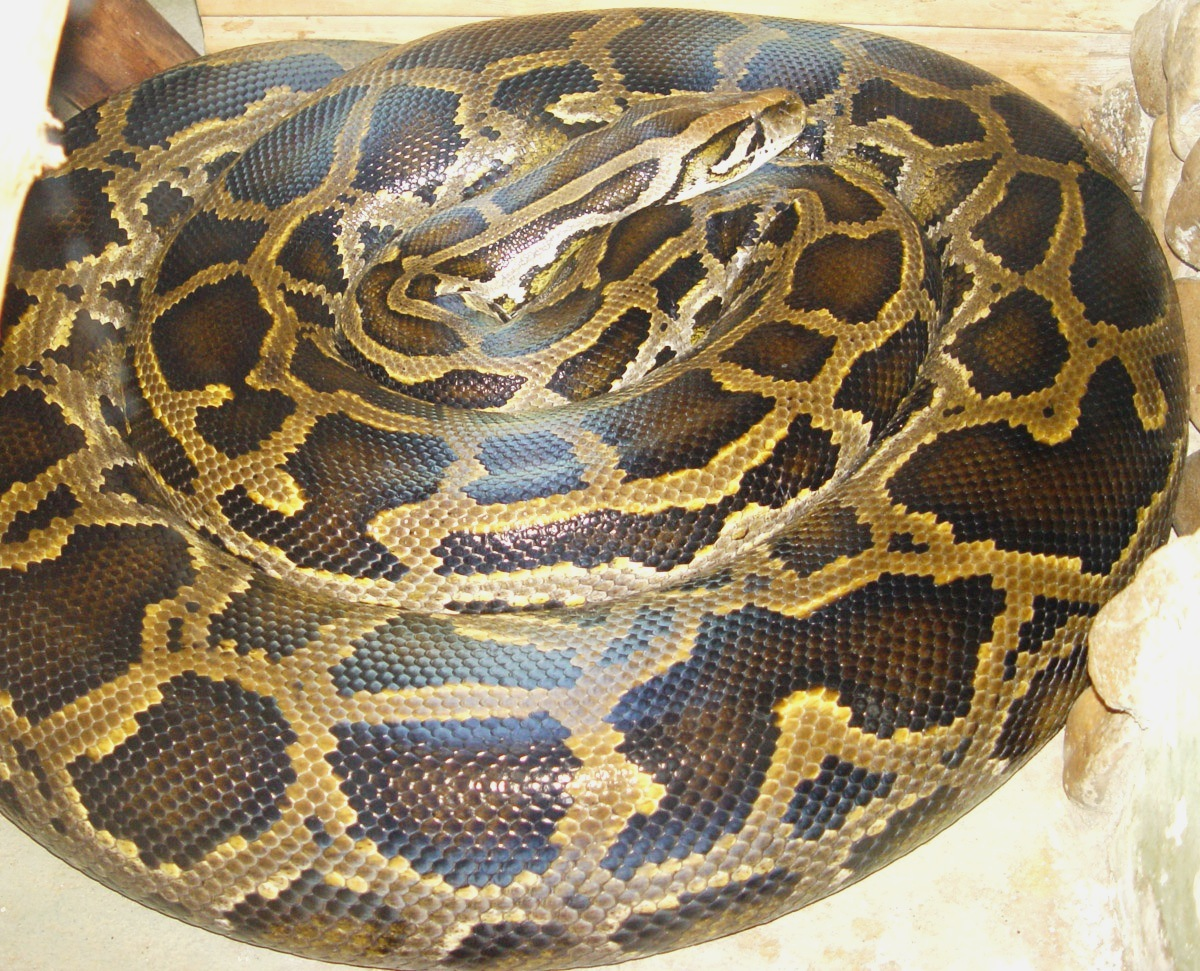
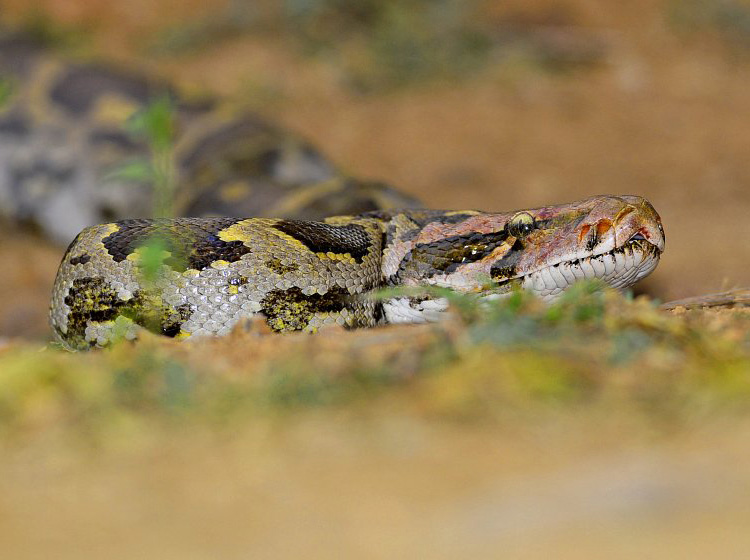
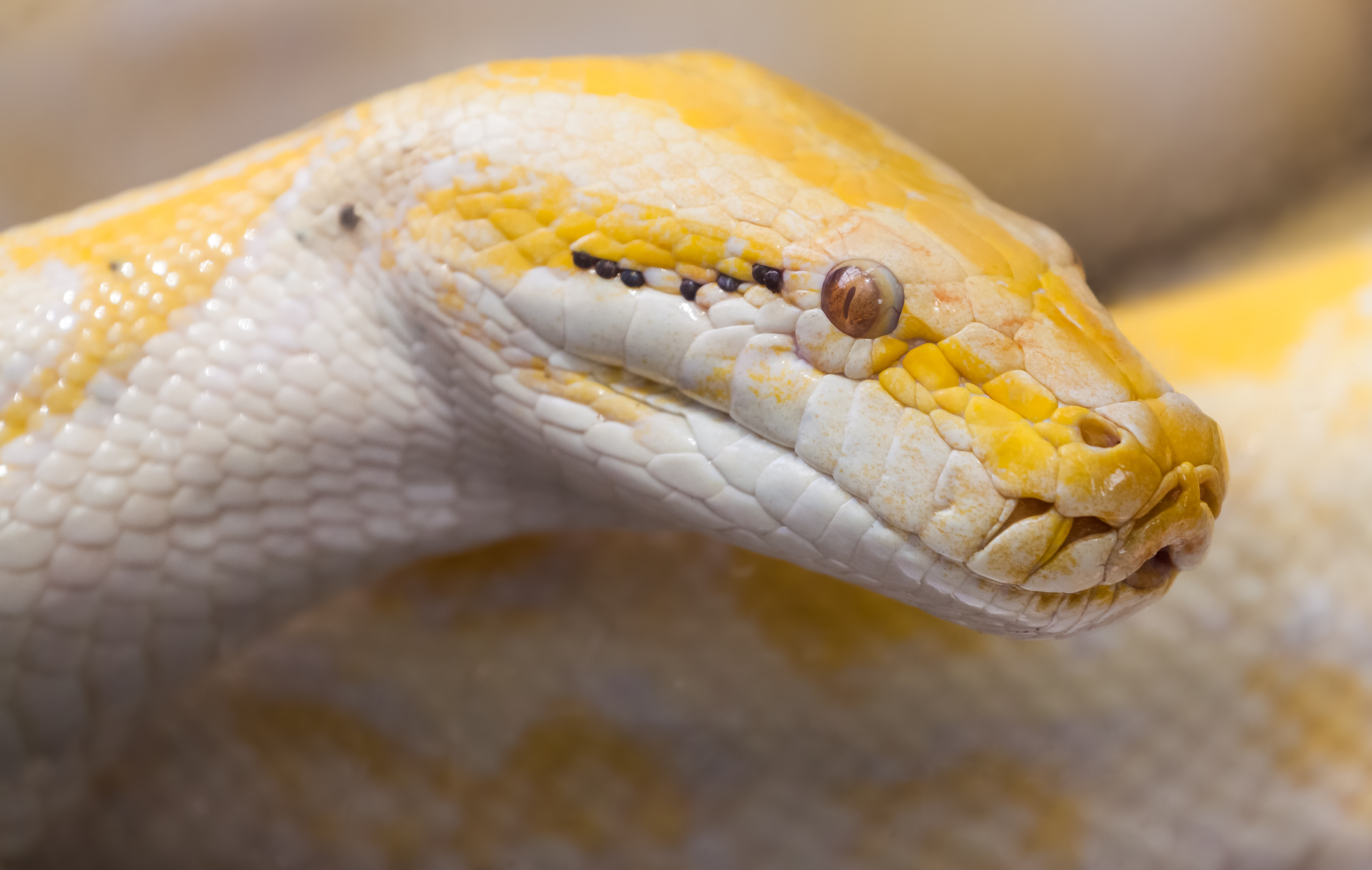
Trăn đất tại Thành phố Hồ Chí Minh
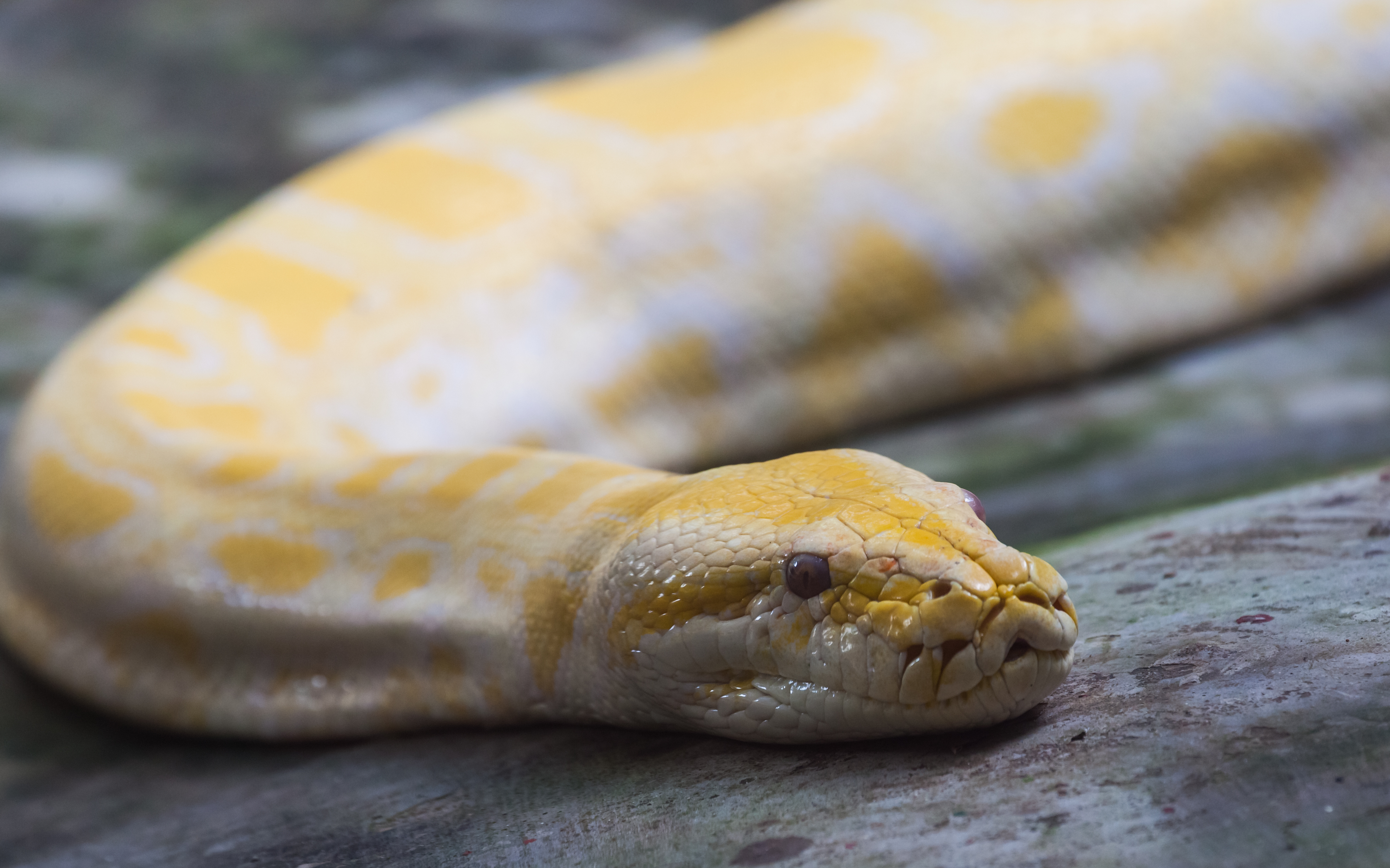
Trăn đất tại Thành phố Hồ Chí Minh